# Patrick Dulphy
Patrick Dulphy (né le 3 avril 1949 à Paris 20e - mort le 6 mars 2008 à Paris 10e) est un musicien et auteur français. Guitariste, il a participé en tant que guitariste avec le groupe Clin d'œil à une partie des albums de Daniel Balavoine.
Il fut l'auteur (ou coauteur) de textes ou de musiques pour quelques titres de Balavoine notamment :
- Les Oiseaux (2e partie) et Le Pied par terre sur l'album Le Chanteur en 1978.
- Toi et moi sur l'album Face Amour / Face Amère en 1979.
- Mort d'un robot, sur l'album Un autre monde en 1980.
- Y'a pas de bon numéro sur l'album Vendeurs de larmes en 1982.